# Restricció (matemàtiques)
En matemàtiques, la restricció d'una aplicació és l'aplicació obtinguda en reduir-ne el domini.

## Definició
Sigui f: X → Y una aplicació entre dos conjunts X i Y, i sigui A un subconjunt de X.
La restricció de f a A és l'aplicació ƒ|A: A → Y tal que pren els mateixos valors que f en els elements de A. En altres paraules, si x és un element qualsevol de A, llavors f|A(x) = f(x).

## Discussió
Encara que una aplicació i una restricció seva són sovint vistes com la mateixa aplicació, en realitat poden tenir propietats molt diferents.
Exemple
Sigui R+ = { x ∈ R | x ≥ 0 }.
La funció f: R → R+ tal que f(x) = x² és suprajectiva però no injectiva. La seva restricció al subconjunt R+ és bijectiva. La seva restricció al subconjunt [0,1] és injectiva però no suprajectiva.
Observi's que el graf de l'aplicació restringida f|A no és més que la intersecció del graf Γ de f amb el subconjunt A×Y de X×Y.
És clar, doncs, que el concepte de restricció es pot aplicar semblantment a les correspondències, on es poden restringir tant el conjunt de partida com el conjunt d'arribada.
Quan l'aplicació f envia un subconjunt A de X dins un subconjunt B de Y, es pot considerar l'aplicació h: A → B tal que h(x) = f(x) per a cada x. En aquest cas encara es diu que h és restricció de f.
Exemple
En l'exemple anterior, podem restringir tant el conjunt de partida com el d'arribada i obtenir una aplicació h: [0,1] → [0,1] tal que h(x) = x².

## Extensió d'aplicacions
Quan una aplicació g: A → Y és restricció d'una aplicació f: X → Y, es diu que f és una extensió o prolongació de g. Des del punt de vista de la teoria de conjunts, donada g sempre se'n poden trobar extensions. Tanmateix, quan hom considera morfismes d'altres tipus d'estructures, no sempre existeixen extensions.
Exemple
La funció g: R-{0} → R tal que g(x) = 1/x és contínua, però no té cap extensió contínua definida en tot R.

### Teoremes d'extensió
Alguns teoremes importants es refereixen a l'existència d'extensions d'aplicacions, com ara:
- Sigui X un espai topològic normal, i sigui A un subespai tancat de X. Tota funció real contínua g definida en A té una extensió contínua definida en tot X (teorema d'extensió de Tietze).
- Sigui M una varietat diferenciable paracompacta, i sigui N una subvarietat regular tancada de M. Tota funció diferenciable g: N → R té una extensió diferenciable definida en M (teorema d'extensió de Whitney).